# Masdevallia caudivolvula
Masdevallia caudivolvula är en orkidéart som beskrevs av Friedrich Fritz Wilhelm Ludwig Kraenzlin. Masdevallia caudivolvula ingår i släktet Masdevallia och familjen orkidéer. Inga underarter finns listade i Catalogue of Life.